# Günther Jauch
Günther Jauch (Münster, NSZK, 1956. július 13. –) német újságíró, borász, televíziós műsorvezető.

## Élete
Egy hamburgi kereskedőcsalád legidősebb gyermekeként született 1956-ban. Édesapja, dr. Ernst-Alfred Jauch (1920–1991) szintén újságíró volt. Jauch Berlinben nőtt fel, katolikus iskolába járt és ministrált. Az érettségit követően elvégezte a müncheni német újságíró iskolát (Deutsche Journalistenschule), ahol 19 évesen akkoriban a legfiatalabb végzősnek számított. Ezt követően a Ludwig-Maximilians-Universitäten politikát és újkori történelmet tanult szintén Münchenben, ám tanulmányait nem fejezte be, mivel ajánlatot kapott egy rádióállomástól.
Eleinte sporttudósítóként dolgozott a RIAS Berlin nevű adónál, majd 1977-ben Berlinből visszatért a bajor fővárosba, ahol a Bayerischer Rundfunk munkatársa lett. 1985 és 1989 között Thomas Gottschalkkal együtt a B3-Radioshow házigazdája volt. A műsorban Gottschalk – azóta szintén Németország egyik legnevesebb televíziós műsorvezetője – közéleti, Jauch inkább a politikához kötődő vendégeket hívott vendégként.
1985-ben otthagyta a rádiót a ZDF nevű közszolgálati televízióadó kedvéért, ahol már rögtön az elején több különböző típusú műsort bíztak rá (közéleti, sport, show). 1989-ben leszerződött az RTL nevű kereskedelmi csatornához, amelyhez azóta is hű maradt. 1990 és 2011 között ezen az adón vezeti a Stern TV című heti közéleti háttérműsort. A kilencvenes évek második felében az RTL is egyre több különféle műsor vezetésével bízta meg, amelyek közül a legsikeresebb kétségtelenül a Legyen Ön is milliomos! című licenc-műsor német változata (Wer wird Millionär?), amely 1999-ben jelent meg Németországban. Ennek, valamint több kvíz- és show-műsornak, sportközvetítésnek (futball, síugrás) köszönhetően 2005-ben ő volt Németország legkedveltebb híressége.
Egyik legemlékezetesebb szereplése az 1998. április 1-jén megrendezett Real Madrid-Borussia Dortmund Bajnokok Ligája-mérkőzés, melynek során a szurkolók kidöntötték az egyik kaput, így a mérkőzés 76 percig állt. Ez alatt az idő alatt a meccset közvetítő Günther Jauch és kollégája frappánsabbnál frappánsabb beszólásokkal szórakoztatta a tévé előtt ülő közönséget. Jól jellemzi a helyzetet, hogy ennek a 76 percnek magasabb volt a nézettsége, mint a később folytatódó mérkőzésnek.
2020-ban a "Wer Wird Millionär?" és a "Menschen, Bilder, Emotionen" című, az adott év eseményeire visszatekintő műsor házigazdája, valamint állandó résztvevője a "Denn sie wissen nicht, was passiert!" és a "5 gegen Jauch" című szórakoztató show-műsoroknak, melyek szintén az RTL-en láthatóak.
Jauch feleségével és négy gyermekével (közülük kettő örökbefogadott) Potsdamban él. Széles műveltségű, kiváló humorérzékű, visszafogott életvitelű közszereplőként ismert német nyelvterületen, aki magánéletét igyekszik távol tartani a nagy nyilvánosságtól.
2010-ben átvette a Saar-vidéki Weingut von Othegraven családi borászat vezetését. Fő profiljuk a rajnai rizling bor.